# Вільям Беннетт
Вільям Джон «Білл» Беннетт (англ. William John «Bill» Bennett; нар. 31 липня 1943, Бруклін, Нью-Йорк) — американський політик-республіканець, міністр освіти США в адміністрації президента Рональда Рейгана з 1985 по 1988 і директор Управління національної політики з контролю за наркотиками з 1989 по 1990.
Він навчався у Коледжі Вільямса, Техаському університеті в Остіні і Гарвардській школі права.
Виконував обов'язки секретаря з 1985 по 1988 рік під керівництвом президента Рональда Рейгана. Він також обіймав посаду директора Управління національної політики з контролю над наркотиками під керівництвом Джорджа Буша. У 2000 році він був співзасновником K12, відкритої онлайн-освіти компанії.

## Життя та кар'єра
Беннет народився 31 липня 1943 року в Брукліні, синові Ненсі (Nie Walsh), медичного секретаря, і Ф. Роберта Беннетта, банкіра.[2] [3] Він переїхав до Вашингтона, округ Колумбія, де навчався в Гонзазькому коледжі. Він закінчив Вільямс коледж, де був членом товариства «Каппа альфа», і продовжував заробляти доктора філософії. з Техаського університету в Остіні з політичної філософії. Він також має JD з Harvard Law School.
З 1979 по 1981 рік він був виконавчим директором Національного гуманітарного центру, приватного дослідницького центру в Північній Кароліні. У 1981 році президент Рейган призначив його на стілець Національний фонд гуманітарних наук, де він служив до Рейгана призначив його секретарем освіти в 1985 році Рейган спочатку призначений Мел Бредфорд в положення, але через про-конфедеративні погляди Бредфорда Беннет був призначений на його місце. Ця подія пізніше була відзначена як вододіл у розбіжності між палеонто-консерваторами, що підтримували Бредфорд, та неоконсерваторами під керівництвом Ірвінга Крістола, який підтримав Беннетта. У 1986 році Беннетт перейшов з демократії на республіканську партію. Беннет вийшов з посади в 1988 році, а пізніше призначений на посаду директора Управління національної політики з контролю над наркотиками Джорджем Бушем. Він був підтверджений сенатом у 97-2 голосів.
Беннет є членом Консультативної ради з питань національної безпеки Центру політики безпеки (CSP). Він був співдиректором компанії Empower America і був відмінним співробітником у галузі культурології в Фонді Heritage. Тривалий час активно займався політикою Республіканської партії США, він зараз є автором, спікером, а з 5 квітня 2004 року по 1 квітня 2016 року брав участь у програмі «Ранок в Америці» на тижднях днях в Далласі, штат Техас, на базі Салем Комунікацій. [4] На додаток до його радіо-шоу, він був вашингтонським співробітником Інституту Клермонта. Подальша робота в Інституті Клермонта включила його роль голови американців за перемогу над тероризмом (AVOT). Він також був політичним аналітиком CNN до його припинення в 2013 році.
Він є старшим радником проекту Lead The Way, однієї з провідних провідних постачальників навчальних програм та навчальних програм з підвищення STEM освіти в американських школах; він на консультативній раді Udacity, Inc., Viridis Learning, Inc., а також рада директорів компанії Vocefy, Inc. та Webtab, Inc. Він також є головним радником з освіти Beanstalk Innovation, міжнародної освітньої компанії. [5]
Беннетт і його дружина, Мері Елайне «Елайне» Гловер, мають двох синів — Джона та Йосипа. Елайне є президентом та засновником фонду «Кращі друзі», національної програми, що сприяє сексуальній стриманості серед підлітків. Він є братом адвоката Вашингтона Роберта С. Беннетта.

## Політичні погляди
Беннетт має тенденцію займати консервативну позицію щодо позитивних дій, шкільних ваучерів, реформи навчальних програм та релігії в освіті. Як секретар освіти, він попросив коледжі покращити застосування законів про наркотики та підтримував класичну освіту. Він часто критикував школи за низькими стандартами. У 1988 році він назвав систему Чиказької державної школи «найгіршим у нації». [6] Він створив термін «the blob» для опису державної освіти бюрократії [7] термін, який пізніше був включений в Британію Майкла Гоува . [8]
Беннетт — стійкий прихильник війни за наркотики, і його критикують за його погляди на цю проблему. Про Ларрі Кінг-Лейві він сказав, що пропозиція глядача щодо знищення наркоторгівців буде «морально правдоподібною». [9] Він також «скаржився на те, що ми до цих пір надаємо їм [торговцям наркотиками] habeas corpus права». [10]
Беннет є членом проекту «Нове Американське століття» (PNAC) і був одним з підписувачів 26 січня 1998 року листа PNAC [11], направленого президенту Біллу Клінтону, закликаючи Клінтона звільнити іракського лідера Саддама Хуссейна від влади.

## Книги
Найвідоміша письмова праця Беннетта може бути Книга Доброчесності: скарбниця Великих Моральних Історій (1993), яку він редагував; Він також написав та редагував одинадцять інших книг, включаючи Дитячу книгу чеснот (яка надихнула анімовані телесеріали) та «Смерть обурення»: Білл Клінтон та «Напад на американські ідеали» (1998).
Інші книги
- Пробитий вогнем: історія християнства в перші тисячі років (2016)
- Чи коледж того вартий? з David Wilezol (2013)
- Боротьба нашого життя, співавтор з Сетом Лейбсоном (2011)
- Книга людини: читання на шляху до чоловіків (2011)
- ·        Стояття виявляється: нові надії, нові страхи (2010)
- ·        Істинний Святий Миколай (2009)
- ·        Альманах Американського патріота: щоденні читання в Америці (2008 рік з Джоном Кріббом)
- ·        Америка: Остання найкраща надія (Том II): Від світу до війни до торжества свободи (2007)
- ·        Америка: Остання найкраща надія (том I): від віку відкриття до світу на війні (2006)
- ·        Чому ми боремося: моральна чіткість і війна проти тероризму (2003)
- ·        Розбите вогнище: повернення морального краху американської родини (2001)
- ·        Освічена дитина: посібник для батьків з дошкільного віку через восьмий клас (1999)
- ·        Індекс провідних культурних показників (1999 р.)
- ·        Наша Свята Пошана (1997, компіляція творів батьків-засновників)
- ·        Розмір тіла: моральна бідність … і як виграти війну Америки проти злочинності та наркотиків (1996)
- ·        Моральний компас: розповіді про життєве подорож (1995)
- ·        Знищення цінностей Америки: боротьба за нашу культуру та наших дітей (1992)
- ·        Джеймс Медісон початкова школа: навчальний план для американських студентів (серпень 1988 року, як секретар відділу освіти )
- ·        Джеймс Медісон середня школа: навчальна програма для американських студентів (грудень 1987 р., Секретар відділу освіти)
- ·        Перші уроки. Звіт про початкову освіту в Америці (співавтор у вересні 1986 р., Секретар відділу освіти)

#### Радіо та телевізійні програми
Беннетт почав проводити « Morning in America» , національно-синдиковану радіопрограму, яку випускає та розповсюджує Salem Communications в 2004 році. [12] Шоу передавалося живими робочими днями з 6 до 9 години ранку Східного часу, і було одним із єдиних синдикованих консервативних ток-шоу в ранковий часовий час . Проте, його обмеження були обмежені внаслідок переваги місцевих шоу в цьому слоті, і шоу отримав більшу частину пропусків на салеми. Ранок в Америці також був доставлений на супутниковому радіо Sirius на каналі 144, також відомий як Патріотський канал. [13] Беннет вийшов з штатного радіо на 31 березня 2016 року. [14] У 2017 році Беннет запустив подкаст,Білл Беннетт Шоу . [15]
У 2008 році Беннет став приймаючою щотижневою ток-шоу CNN « Поза політикою» . Показ не мав довгого успіху, але Беннет залишався учасником CNN, поки його не відпустили у 2013 році, колись новий президент CNN Джеф Цукер .

## Суперечки
Азартні ігри
У 2003 році стало відомо, що Беннетт став гравцем з високими ставками, який втратив мільйони доларів у Лас-Вегасі. [16] Критика зросла після публікації Беннетта «Книга доброчесностей», складеного моральними історіями про мужність, відповідальність, дружбу та інші приклади чесноти. Джошуа Грін з «Вашингтонського місячного місяця» заявив, що Беннет не міг визнати азартні ігри через свою тенденцію до азартних ігор. Проте Беннетт та Empower America, організація, яку він заснував і очолили в той час, виступив проти продовження азартних ігор в казино в Сполучених Штатах. [17]
Беннет сказав, що його звичка не поставила себе чи свою сім'ю в жодну фінансову небезпеку. Після того, як проблема Беннетта з азартними іграми стала загальнодоступною, він сказав, що не вірить, що його звичка є хорошим прикладом того, що він «зроблено забагато азартних ігор» протягом багатьох років, і його «гральних днів закінчилися». «Ми фінансово платоспроможні», — сказала його дружина Елайне « США сьогодні» . «Усі наші рахунки оплачені». Вона додала, що його ігрові дні закінчені. «Він ніколи не йде знову», сказала вона. [18]
Кілька місяців потому Беннет відповів свою позицію, кажучи: «Отже, у цьому випадку надмірна азартність закінчилася». Він пояснив: "З тих пір, як люди, які виконують мікрометр на себе, хочу, щоб я був ясним: я хочу, щоб я міг би поставити ставки Buffalo в Super Bowl ". [19]
Коментар до абортів
28 вересня 2005 року в обговоренні радіопередач «Ранок в Америці» Беннетта, виклик на шоу запропонував, що «втрата доходів від людей, яких було перервано протягом останніх 30 років», може зберегти соціальне забезпечення, якщо аборт не дозволено наступний Роу проти Уейда. Беннетт відповів, що відмову від усіх афроамериканських немовлят "Якщо ви хочете зменшити злочинність, ви могли б, якщо це було єдиною метою — ви можете скасувати кожну чорну дитину в цій країні, а рівень злочинності знизиться. Це було б неможливим, смішним і морально недостойним, але ваш рівень злочинності знижувався " 